# أندرو مادوف
أندرو مادوف (بالإنجليزية: Andrew Madoff) (8 أبريل 1966 – 3 سبتمبر 2014) كان ممولًا أمريكيًا، اشتهر بدوره في فضح الجرائم المالية لوالده، برنارد مادوف، الذي وُصف بأن خطة بونزي التي قام بها هي الأكثر نجاحًا في التاريخ.